# یایالار—شیخ‌لی (متروی استانبول)
یایالار—شیخ‌لی (انگلیسی: Yayalar–Şeyhli) یکی از ایستگاه‌های خط ام۴ متروی استانبول است.
این ایستگاه که در منطقه پندیک قرار دارد در سال ۲۰۲۲ تأسیس شده‌است.